# セントマリーリバー累層
セントマリーリバー累層（セントマリーリバーるいそう、St. Mary River Formation）はアルバータ州南部とモンタナ州北部にあるカンパニアンからマーストリヒチアンまでの地層で、カナダ西部堆積盆地の一部。1883年にジョージ・ドーソンによってセントマリー川の露頭が報告されたのが最初で、その川に因んで命名された。
地層から産出する化石は恐竜、二枚貝、古植物、そして生痕化石を含む。

## 堆積学
セントマリーリバー累層は一般に二つのユニットに大別できると考えられている。地層の下部30～60ｍは汽水域の環境を保存しており、かなり微細な砂岩、灰色の頁岩、コキナ鉱床、炭化した泥岩、石炭層によって特徴づけられる。上部層は淡水の湿原と氾濫原の環境を保存している。そちらは混ざり合った砂岩とシルト、炭素性頁岩と石炭の層によって特徴づけられる。

## 厚さと分布
セントマリーリバー累層は山脈から西に流出した堆積物からなる楔形の大きなユニットの東側（薄い部分）の一部である。クラウンズネストからキャッスル川にかけてでは762ｍ、オールドマン川では457ｍの厚みがある。

## 他の地層との関係
セントマリーリバー累層は、ブラッドリザーブ砂岩の上に堆積する。その上にはウィロークリーク累層が堆積する。それはモンタナ州グレイシアーカントリーからアルバータ州リトルボウ川まで広がる。ホースシューキャニオン累層と同時代の層序に区分され、それらは混ざり合っている。

## 動物相
| セント・マリーリバー累層から報告されている鳥盤類 | セント・マリーリバー累層から報告されている鳥盤類 | セント・マリーリバー累層から報告されている鳥盤類 | セント・マリーリバー累層から報告されている鳥盤類 | セント・マリーリバー累層から報告されている鳥盤類 | セント・マリーリバー累層から報告されている鳥盤類 | セント・マリーリバー累層から報告されている鳥盤類 |
| 属                                               | 種                                               | 場所                                             | 層序                                             | 標本                                             | メモ                                             | 画像                                             |
| ------------------------------------------------ | ------------------------------------------------ | ------------------------------------------------ | ------------------------------------------------ | ------------------------------------------------ | ------------------------------------------------ | ------------------------------------------------ |
| アンキケラトプス                                 | A. ornatus                                       | - アルバータ                                     |                                                  |                                                  | 不確かな同定                                     |                                                  |
| エドモントニア                                   | E. longiceps                                     | - アルバータ                                     |                                                  |                                                  |                                                  |                                                  |
| モンタノケラトプス                               | M. cerorhynchus                                  | - モンタナ                                       |                                                  |                                                  |                                                  |                                                  |
| パキリノサウルス                                 | P. canadensis                                    | - アルバータ                                     |                                                  |                                                  |                                                  |                                                  |
| レガリケラトプス                                 | R. peterhewsi                                    | - アルバータ                                     |                                                  |                                                  |                                                  |                                                  |